# Scelimena spicupennis
Scelimena spicupennis är en insektsart som beskrevs av Zheng, Z. och X. Ou 2003. Scelimena spicupennis ingår i släktet Scelimena och familjen torngräshoppor. Inga underarter finns listade i Catalogue of Life.